# Фабрики в долине реки Деруэнт
Фабрики в долине реки Деруэнт — промышленный ландшафт, сформированный текстильными фабриками XVIII и XIX веков и хорошо сохранившимися жилыми помещениями, иллюстрирующий социально-экономическое развитие региона.
С 2001 года фабрики в долине реки Деруэнт являются объектом списка Всемирного наследия ЮНЕСКО в Великобритании.

## Описание объекта

### Фабрика в Кромфорде

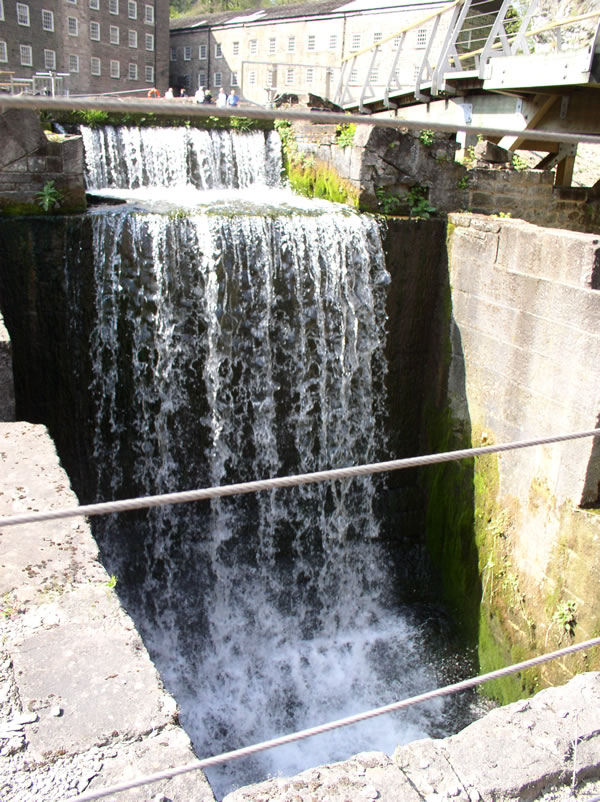
Здесь было расположено колесо

Фабрика в Кромфорде является первой фабрикой, построенной по системе Ричарда Аркрайта в 1772—1775 годах, которая дала основу целой индустрии. Строительство фабрики было сродни эксперименту: ряд связанных между собой зданий, вытянутых вдоль обрыва, использование силы воды из небольшого ручья Бонсолл-Брук и пруда Кромфорд. Аркрайт, которому были необходимы молодые сильные рабочие, был вынужден строить дома для них и их родителей, так как плотность населения была небольшой. Идея была повторно использована для строительства второй фабрики в Кромфорде в 1776—1777 годах. Таким образом, была сформирована концепция индустриальной общины, которая затем многократно повторялась в других поселениях долины.
По окончании бума текстильной промышленности фабрики неоднократно продавались, делились между различными владельцами. Небольшая часть оборудования была передана в Музей науки в Лондоне. В начале XX века на фабриках располагались красильное производство и прачечная. В историческом здании были установлены лифты, новые окна и двери. Пожары 1929 и 1961 годов уничтожили большую часть фабрики.
Фабричный комплекс в Кромфорде включает два основных здания с пристроем, жилые постройки, мосты, акведук, здания управления фабрикой и многие другие постройки (всего около 20). В рамках объекта всемирного наследия находится также 10,5 км канала Кромфорд. Канал Кромфорд протяжённостью 23,3 км, соединяет Кромфорд с каналом Эреуош (Erewash) и был построен в начале 1790-х годов. Канал оказал существенное влияние на экономический рост Дербишира, являясь вплоть до 1830-х годов основной дорогой до Манчестера.
|                |                        |                        |
| Канал Кромфорд | Шлюз для контроля воды | Одно из зданий фабрики |

### Фабрика в Массоне

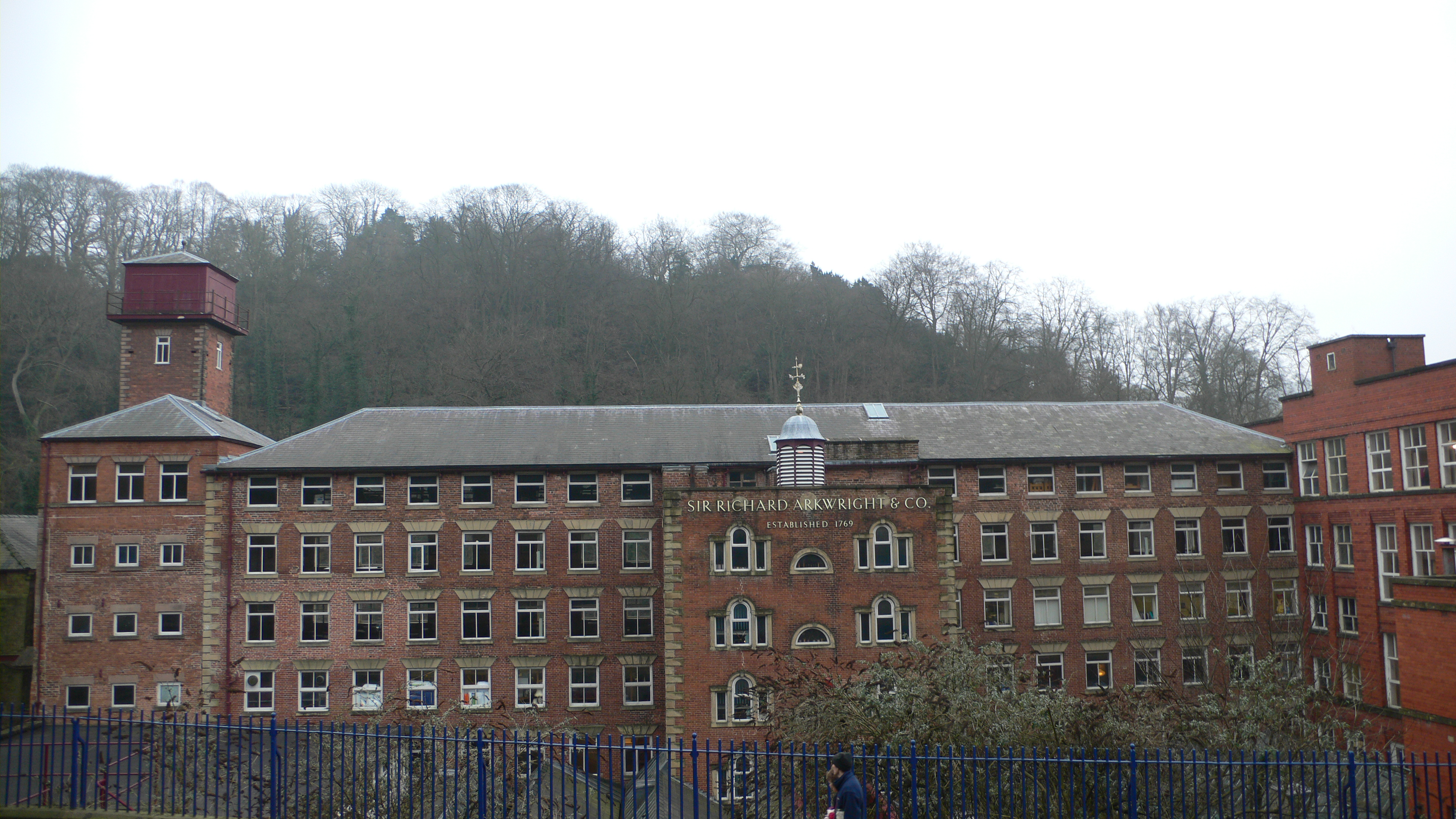
Фабрика в Мэссоне

Фабрика Массона была построена в 1783 году на реке Деруэнт, что позволило ей изначально иметь намного большую мощность, чем фабрика в Кромфорде. Архитектура здания, хоть и была выполнена по аналогии с кромфордской фабрикой, отразила веяния своего времени. Дополнительные лестницы и подсобные помещения позволили разгрузить основной производственный цех.
Первоначальное пятиэтажное здание в 21 пролёт было 43,8 метров в длину и 8,4 метров в высоту. Три выступающих центральных пролёта были декорированы, имели венецианские окна и купол. До 1801 года фабрика работала за счёт одной водяной мельницы, после чего мельниц стало две. Предположительно в это же время здание стало шестиэтажным. Эта система, с небольшими изменениями, продержалась до ввода турбины в 1928 году. Здание несколько раз достраивалось и перестраивалось, последние изменения были сделаны в 1998 году. В настоящее время в нём расположен музей и сувенирный ряд.

### Фабрика в аббатстве Дарли
Ещё одним известным строителем текстильных фабрик является Томас Эванс и его брат преподобный Эдмунд Эванс, которые начали скупать земли в 1770-х годах. Первая фабрика в аббатстве не сохранилась, она сгорела в 1788 году. Так как она была застрахована, строительство второй фабрики на её месте началось незамедлительно. В период с 1796 по 1805 годы фабрика была значительно расширена, построены новые здания.
В настоящее время в зданиях фабрики расположено несколько небольших компаний. Общее количество зданий, построенных между 1782 и 1846 годом, — около пяти.

### Другие постройки

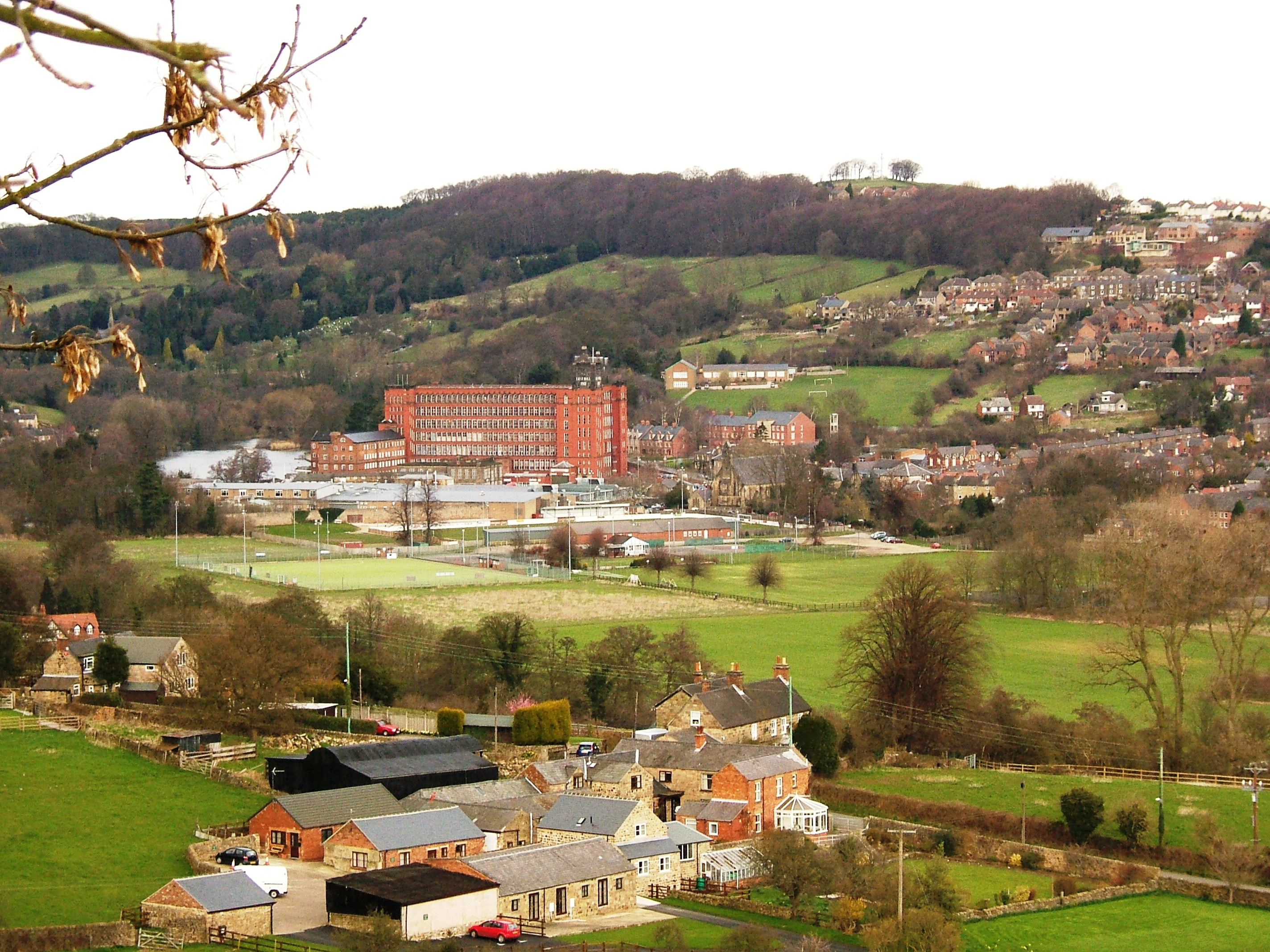
Белпер

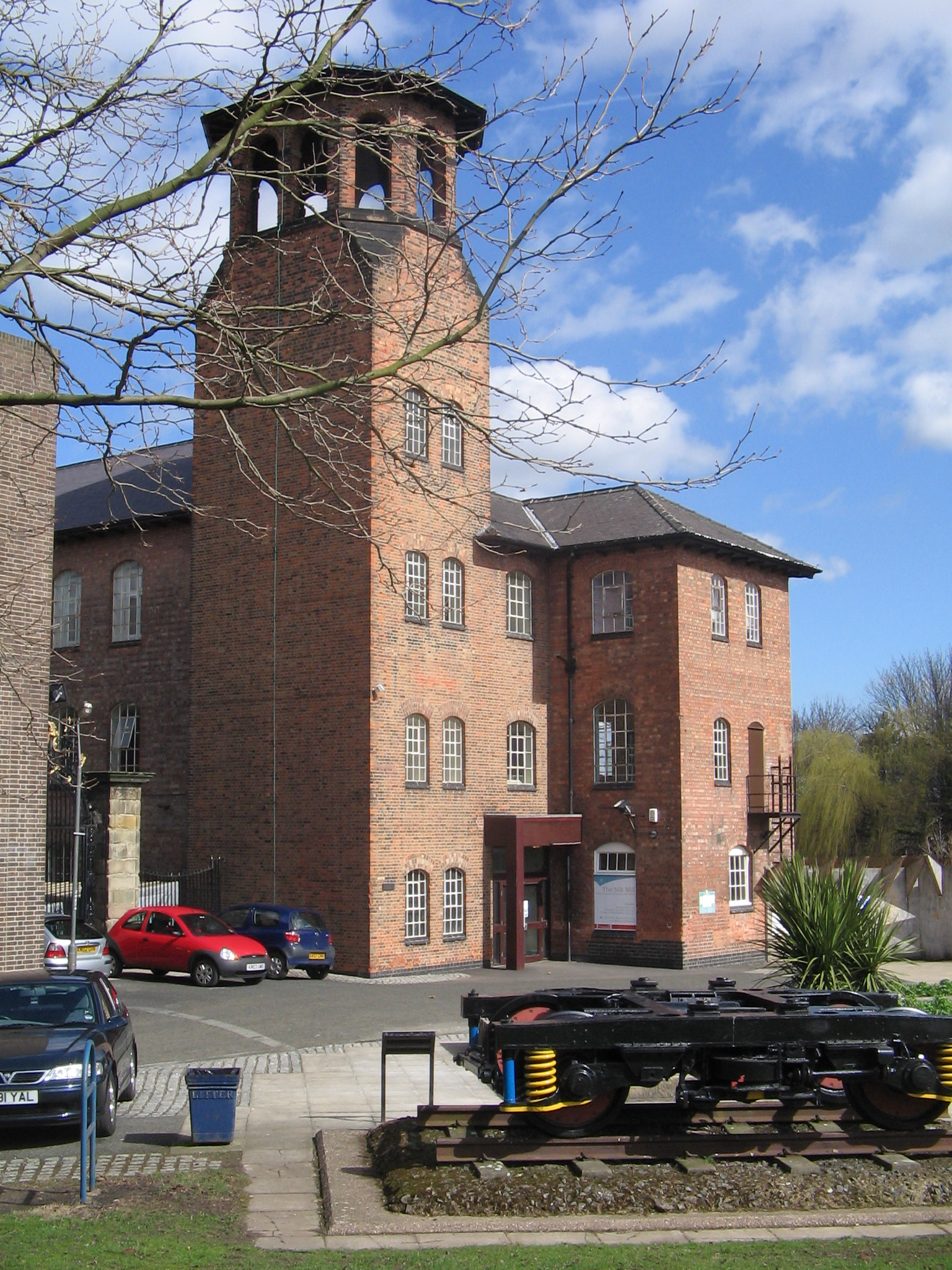
Шёлковая фабрика

Кроме вышеперечисленного, под охраной находится текстильная фабрика Белпер (англ. Belper), Милфорд (англ. Milford), фабрика Смидли (англ. Smedley’s Mill), фабрика Пикуош (англ. Peckwash Mill) и шёлковая фабрика (англ. The Silk Mill) — первая фабрика по изготовлению шёлка.